# Église Catholique Française
Die Église Catholique Française war eine vom Papst unabhängige, liberale und landeskirchlich organisierte Kirche in Frankreich. Sie wurde während der Julirevolution 1830 gegründet mit dem Ziel, die französische Kirche insgesamt auf diesen Weg zu bringen, bestand jedoch – mit Unterbrechungen – nur bis 1850.
Gründer und Oberhaupt war Ferdinand François Châtel (1795–1857), „Bischof-Primas von Gallien“. Er gestattete die Verwendung des Französischen in der Liturgie, die Kelchkommunion auch für Laien, die Eheschließung von Bischöfen sowie Priestern und hob die Verpflichtung zur Ohrenbeichte, zu Fasten und Abstinenz auf. Die vom Gallikanismus geprägte Gemeinschaft fand Anhänger bei unzufriedenen Katholiken und Angehörigen der Petite Église, blieb jedoch abhängig von ihrem Oberhirten sowie dessen bewegter Biographie, löste sich daher noch vor dem Tod ihres Gründers Châtel auf.